# Bayeta

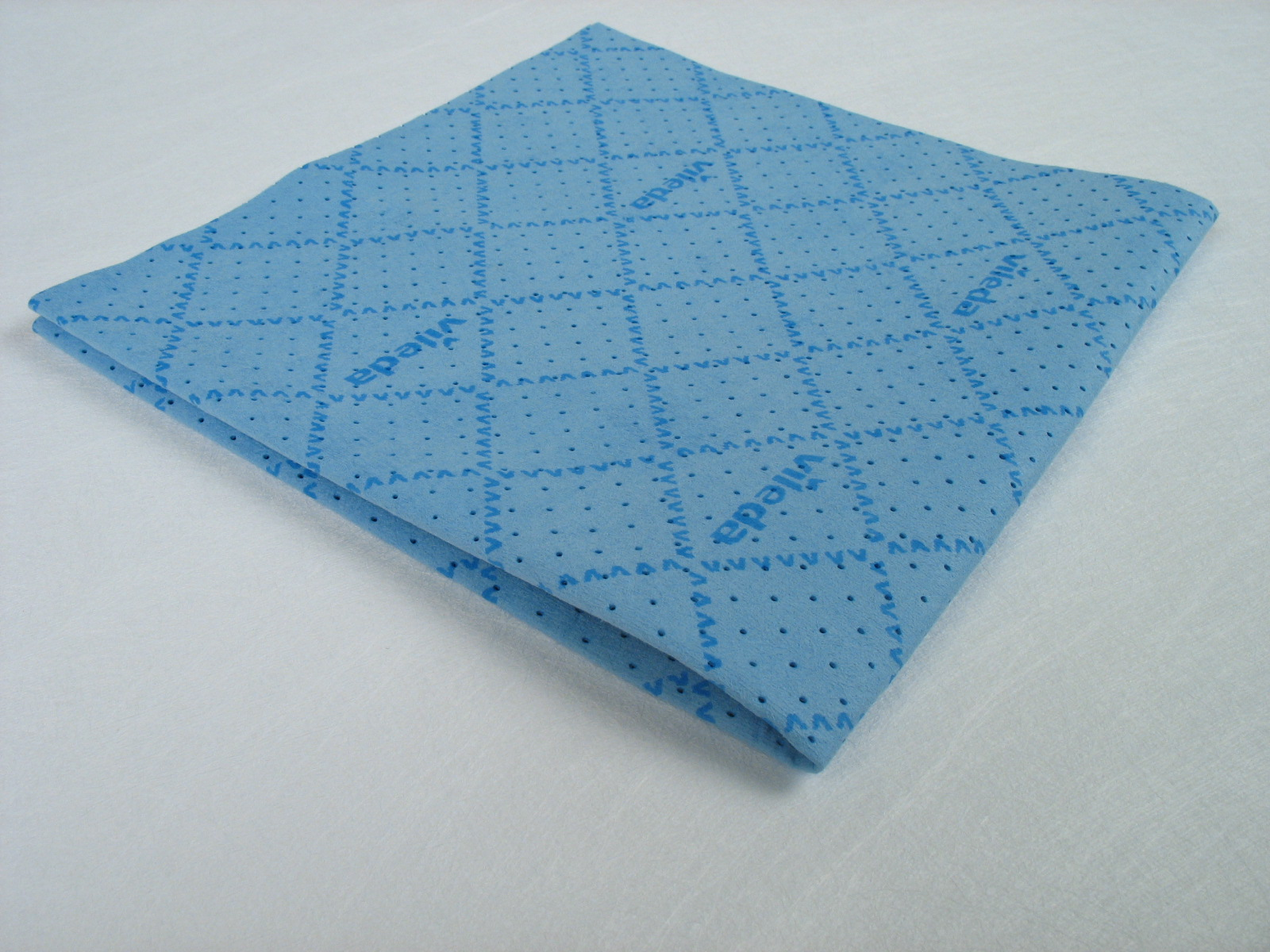
Bayeta

Se llama bayeta, paño de platos o paño de cocina a un paño confeccionado con determinados tejidos (generalmente algodón o microfibras) que tienen la propiedad de absorber líquidos. Las bayetas son útiles que se utilizan para limpiar determinadas superficies lisas. Se emplean bien añadiendo un producto limpiador o desinfectante, bien por sí solas para recoger el agua sobrante.
Las bayetas se utilizan para limpiar encimeras, fregaderas, las diversas piezas de la vajilla, sanitarios, azulejos, mesas, etc. Por lo general, se trata de bayetas multiusos que sirven para gran variedad de materiales: plástico, metal, cerámica, etc. Sin embargo, existen modelos específicos para determinadas superficies como las destinadas a cristales o a carrocerías de automóviles. 
Se pueden distinguir los siguientes tipos de bayetas:
- Bayetas tejidas. Hay que humedecerlas ligeramente antes de añadirles el producto limpiador. Pueden utilizarse repetidamente siempre que se aclaren convenientemente después de su uso.
- Bayetas prehumedecidas. No necesitan impregnarse de agua pues ya la llevan incorporada. Son desechables, es decir, de un solo uso.
- Bayetas de celulosa no tejidas. Es necesario impregnarlas con agua antes de utilizarlas. Se deslizan con mucha facilidad gracias a su composición y son desechables.
- Bayetas de microfibras. Se consideran ecológicas porque no necesitan detergente para realizar su función. Limpian en una pasada el polvo y la grasa. Son más caras que las tradicionales.